# Пока не наступит ночь
«Пока не наступит ночь» (англ. Before Night Falls) — фильм 2000 года, снятый режиссёром Джулианом Шнабелем по автобиографическому произведению Рейнальдо Аренаса. Главную роль в картине исполнил Хавьер Бардем.

## Сюжет
Кубинский поэт и романист Рейнальдо Аренас, который никогда не скрывал своей гомосексуальности, родился в Орьенте в 1943 году и воспитывался своей матерью-одиночкой и её родителями, которые вскоре перевезли всю семью в Ольгин. После переезда в Гавану в шестидесятых, Рейнальдо начинает исследовать свои стремления, так же как свою сексуальность. После получения почетного приза на конкурсе письменных работ Аренас получает возможность издать своё первое произведение. Посредством работы и дружбы с другими не скрывающими своей ориентации мужчинами (такими как Пепе Малас и Томас Диего), Аренас «находит себя».
Политический климат на Кубе становится все более и более опасным, и в начале семидесятых Аренас арестован за публикацию своих работ за границей без официального согласия властей, а также за принадлежность к секс-меньшинствам. В следующее десятилетие, Аренас безуспешно пытается покинуть страну, проводя большую часть времени в тюрьме.
В 1980 году, Аренас наконец перебирается в США, начиная новую жизнь со своим близким другом и любовником Ласаро Гомесом Каррилесом. Несколько лет спустя у Аренаса обнаруживают СПИД, и после долгой борьбы с болезнью он в тяжёлом физическом состоянии умирает с помощью Ласаро.

## В ролях
| Актёр           | Роль                       |
| --------------- | -------------------------- |
| Хавьер Бардем   | Рейнальдо Аренас           |
| Оливье Мартинес | Ласаро Гомес Каррилес      |
| Эктор Бабенко   | Вирхилио Пинера            |
| Джонни Депп     | Бон-Бон / лейтенант Виктор |
| Шон Пенн        | Куко Санчес                |
| Диего Луна      | Карлос                     |

## Награды и номинации
| Премия                              | Категория                           | Номинант                      | Результат |
| ----------------------------------- | ----------------------------------- | ----------------------------- | --------- |
| «Оскар»                             | Лучшая мужская роль                 | Хавьер Бардем                 | Номинация |
| «Золотой глобус»                    | Лучшая мужская роль — драма         | Хавьер Бардем                 | Номинация |
| «Независимый дух»                   | Лучший фильм                        | Джон Килик                    | Номинация |
| «Независимый дух»                   | Лучший режиссёр                     | Джулиан Шнабель               | Номинация |
| «Независимый дух»                   | Лучшая мужская роль                 | Хавьер Бардем                 | Победа    |
| «Независимый дух»                   | Лучшая операторская работа          | Хавьер Гробет, Гильермо Росас | Номинация |
| Национальный совет кинокритиков США | Лучшая мужская роль                 | Хавьер Бардем                 | Победа    |
| Национальный совет кинокритиков США | Свобода самовыражения               |                               | Победа    |
| Национальный совет кинокритиков США | ТОП 10 лучших фильмов года          |                               | Победа    |
| Венецианский кинофестиваль          | Золотой лев                         | Джулиан Шнабель               | Номинация |
| Венецианский кинофестиваль          | Кубок Вольпи за лучшую мужскую роль | Хавьер Бардем                 | Победа    |
| Венецианский кинофестиваль          | Премия Большого жюри                | Джулиан Шнабель               | Победа    |
| Венецианский кинофестиваль          | OCIC Award — Особое упоминание      | Джулиан Шнабель               | Победа    |
| Венецианский кинофестиваль          | Rota Soundtrack Award               | Картер Бёруэлл                | Победа    |